# Nicolas Maupas
Pour les articles homonymes, voir Maupas.
Nicolas Maupas est un acteur franco-italien né le 29 octobre 1998 à Milan (Lombardie).

## Biographie
Sa mère, d'origine sicilienne, est journaliste, son père, d'origine française, est graphiste publicitaire,. Nicolas Maupas grandit à Magenta, une petite ville de la province milanaise, et s'approche très tôt de la comédie, notamment grâce à la passion de sa mère pour les films d'art et d'essai. Après avoir obtenu son diplôme au lycée linguistique de Magenta, il étudie l'art dramatique et le doublage à l'Académie 09 de Milan, où il est remarqué pour son talent. Pour tenter de percer dans le monde du cinéma, il s'installe à Rome et travaille pendant une période de sa vie comme serveur, une expérience qu'il qualifie de très formatrice :
« Lavoravo in un ristorante saltuariamente e le proprietarie sono state due mentori per me. Il ristorante diventava un laboratorio teatrale e anche solo rapportarmi con i clienti, poi, mi è tornato veramente utile. »
— Nicolas Maupas

« J'ai travaillé occasionnellement dans un restaurant et les propriétaires ont été deux mentors pour moi. Le restaurant est devenu un atelier de théâtre et le simple fait de m'occuper des clients m'a été très utile. »
Entre 2020 et 2023, il est l'un des personnages principaux de la série Mare fuori, dans laquelle il incarne Filippo Ferrari. En 2022, il reçoit le « premio Next Generation » à la Mostra de Venise en tant que meilleur acteur débutant grâce à Mare fuori. En 2021, il tient les rôles principaux des séries Nudes (it) et Un professore (it),,,. Dans cette dernière, il joue le rôle de Simone, le fils de Dante Balestra, interprété par Alessandro Gassmann. En 2022, il joue le rôle de Hans dans le film Sous le soleil d'Amalfi. La même année, il joue dans les séries Les Rescapés de l'Arianna (it) et Je déteste Noël (it),,, dont il participe également à la deuxième saison à la fin de 2023. À l'automne 2023, on le voit incarner Jean Liberati, l'un des super-héros de la série Noi siamo leggenda (it), diffusée sur Rai 2, avec le pouvoir d'invulnérabilité, et simultanément sur Rai 1 pour la deuxième saison d'Un professore.
En 2024, il travaille sur la mini-série Marconi (it), toujours produite par Rai, en interprétant le jeune Guglielmo Marconi. Il fait également partie du spectacle théâtral Planetaria - Discorsi con la Terra créé par Stefano Accorsi et Filippo Gentili. Avec Lino Guanciale, Michele Riondino et Gabriella Pession, il participe à la série italo-française Le Comte de Monte-Cristo, présentée lors du Festival du film de Rome en octobre 2024.

## Filmographie

### Cinéma
- 2022 : Sous le soleil d'Amalfi (Sotto il sole di Amalfi) de Martina Pastori
- 2023 : Le Bel Été (La bella estate) de Laura Luchetti

### Télévision
- 2020 : Mare fuori
- 2021 : Nudes (it)
- 2021 : Un professore (it)
- 2022 : Les Rescapés de l'Arianna (it) (Sopravvissuti)
- 2022 : Je déteste Noël (it) (Odio il Natale)
- 2023 : Noi siamo leggenda (it)
- 2024 : Marconi - L'uomo che ha connesso il mondo (it)
- 2024 : Le Comte de Monte-Cristo (Il conte di Montecristo)

### Web
- 2022 : Mare fuori #confessioni